# Calycadenia micrantha
Calycadenia micrantha là một loài thực vật có hoa trong họ Cúc. Loài này được R.L.Carr & G.D.Carr mô tả khoa học đầu tiên năm 2004.